# رايلي جينس
رايلي جينس هو سباح كندي، ولد في 30 يونيو 1980 في إدمونتون في كندا.

## روابط خارجية
- رايلي جينس على موقع الاتحاد الدولي للسباحة (الإنجليزية)
- رايلي جينس على موقع SwimRankings.net (الإنجليزية)
- رايلي جينس على موقع اللجنة الأولمبية الدولية (الإنجليزية)
- رايلي جينس على موقع أوليمبيديا (الإنجليزية)
- رايلي جينس على موقع اللجنة الأولمبية الكندية (الإنجليزية)